# Ilie Verdeț
Ilie Verdeț (10. května 1925, Comănești – 20. března 2001, Bukurešť) byl rumunský komunistický politik. V letech 1979 až 1982 byl premiérem Rumunska.
Od dvanácti let byl horníkem. V roce 1945 vstoupil do Komunistické strany Rumunska. Poté vystudoval na Bukurešťské ekonomické akademii (Academia de Studii Economice din București) a na Vyšší škole při Ústředním výboru KSSS v Moskvě. Počátkem 60. let se v ústředí strany stal osobním tajemníkem Nicolae Ceauşesca a pomáhal mu uchopit moc ve straně, což se podařilo roku 1965. Poté následoval i Verdețův rychlý vzestup. V letech 1967–1979 byl místopředsedou vlády, v letech 1978–1979 předsedou vlivné Státní plánovací komise, pak byl povýšen na premiéra. Byl vyslán Ceaușescem, aby vyřešil stávku horníků v údolí Jiu v roce 1977, ale nebyl schopen vyjednávat a byl dva dny držen horníky jako rukojmí. To Verdeț později popíral, patrně aby horníky uchránil před postihem. V letech 1985 až 1986 byl ministrem těžby. Po pádu Ceaușesca v prosinci 1989 se Verdeţ prohlásil za hlavu prozatímní vlády, která však úřadovala jen asi 20 minut, pak byla svržena revolucionáři. Následně v roce 1990 založil politickou stranu s názvem Socialistická strana práce (Partidul Socialist al Muncii), neformální nástupkyni komunistické strany. Ve volbách v roce 1992 se těsně dostala do parlamentu, ale v následujících volbách nezískala ani jedno křeslo. Usilovala o přejmenování na komunistickou, ale nebylo jí to úředně dovoleno. V čele této strany zůstal až do voleb v roce 2000, poté byl z funkce odvolán. Zemřel na infarkt.
Profesor univerzity v Marylandu Vladimir Tismăneanu Verdeța charakterizoval slovy: "Bezbarvý a bez zápachu. Nikdy nebyl podezřelý z původního myšlení. Přesvědčený, že strana má vždy pravdu, a že strana rovná se generální tajemník."